# 景天叉丝壳
景天叉丝壳（学名：Microsphaera sedi）是属于白粉菌目白粉菌科叉丝壳属的一种真菌，寄生在景天属植物上。该种分布于中国、俄罗斯、罗马尼亚等地。